# توم غيرا
توم غيرا (بالإنجليزية: Tom Guerra)‏ هو كاتب أغاني أمريكي، ولد في 1963.